# Aviceda
Genre
Le genre Aviceda regroupe cinq espèces d'oiseaux appartenant à la famille des Accipitridae. Baza est le nom français que la nomenclature aviaire en langue française (mise à jour) a donné à ces 5 espèces d'oiseaux.

## Liste d'espèces
D'après la classification de référence (version 14.1, 2024) de l'Union internationale des ornithologues, il y a 5 espèces du genre Aviceda (ordre philogénique) :
- Aviceda cuculoides Swainson, 1837 – Baza coucou ;
- Aviceda madagascariensis (Smith, A, 1834) – Baza malgache ;
- Aviceda jerdoni (Blyth, 1842) – Baza de Jerdon ;
- Aviceda subcristata (Gould, 1838) – Baza huppé ;
- Aviceda leuphotes (Dumont, 1820) – Baza huppard ;